# Rau Dệu
Với loài khác cùng tên Dệu xem thêm Alternanthera paronychioides
Rau Dệu hay còn gọi là rệu, diếp bò, diếp không cuống (danh pháp khoa học: Alternanthera sessilis) là loài thực vật có hoa thuộc họ Dền. Loài này được (L.) R.Br. ex DC. miêu tả khoa học đầu tiên năm 1813.
Thân thảo sống bò, dài tới 40–60 cm. Phân thành nhiều nhánh và ở mỗi khớp phân nhánh thường có rễ phụ. Lá đơn nguyên mọc đối, dài 1–3 cm. Hoa màu trắng mọc ra từ nách lá. Cây phân bổ ven ao sông đầm hồ những ruộng, bãi đất ẩm nhiều dinh dưỡng. Ngọn và lá non được dùng làm thực phẩm cho cả người và gia súc.